# 我的米海尔
《我的米海尔》（希伯來語：‎，羅馬化：Mikha'el sheli）是以色列作家阿摩司·奥兹于1968年创作的小说。故事以第一人称写作，描述了女主角在与丈夫之间感情恶化后，如何从一个充满英雄事迹和性邂逅的幻想世界中寻求解脱。故事设定在1950年代的耶路撒冷，以城市当时的景观和政治局势作为主人公内心斗争的隐喻。小说在以色列出版后引起争议，为1968—1969年以色列最畅销的小说。该小说被翻译成三十余种语言，并于1976年被改编成同名希伯来语电影。

## 情节
一年级文学系学生汉娜·格林鲍姆在希伯来大学的大楼里偶然遇到了地质学博士生迈克尔·戈南。他们在短暂约会后结婚，尽管他们的背景和个性截然不同。他们在梅科尔·巴鲁克社区租了一间小公寓，那里居住着与他们不同的宗教犹太人。迈克尔的阿姨和其他年长的熟人在他们的生活中进进出出，但在迈克尔攻读学位时，汉娜大部分时间都靠自己。
虽然迈克尔以一种平静、有条理、不带感情的方式过着自己的生活，但汉娜却越来越被千篇一律和例行公事所束缚。她开始逃进自己的私人幻想——其中一些以她最喜欢的童年书籍中的英雄为特色，如儒勒·凡尔纳的迈克尔·斯特罗戈夫和尼莫船长——还有一些基于她自己的梦想，即成为一个令人兴奋的塞法迪女人，名叫伊冯娜·阿祖莱，被陌生人强奸，并作为一个冷酷的公主，命令别人为她而战。她幻想中经常出现的两个人物是她小时候经常和他们一起玩耍的阿拉伯双胞胎男孩。
在迈克尔被征召参加1956 年西奈战役之前的一个冬日，他终于意识到她精神崩溃时，她已经陷得多么深。他命令她卧床休息，直到医生来。但他无法满足汉娜未满足的性需求，她的白日梦和噩梦仍在继续，迫使她陷入欲望和幻想的漩涡。汉娜也发现很难爱他们的孩子亚尔，他和他的父亲一样务实且不注重人际关系。当汉娜终于怀上了另一个孩子时，迈克尔不再是她的了，他被一位大学老朋友引诱，她曾不断地请这位老朋友帮助她写论文。小说以汉娜仍然结婚结束，但出于所有意图和目的与迈克尔疏远。

## 主题
耶路撒冷和以色列的阿拉伯人和犹太人之间的关系给这个故事带来了恐惧和不信任的暗流。虽然没有公开讨论阿以政治局势，但小说在1950年代初期的背景表明，以色列最近在1948 年阿以战争期间与来自埃及、叙利亚、外约旦、黎巴嫩和伊拉克的军队为生存而战，并且在1949年至1956年间，该国继续成为“巴勒斯坦小规模渗透——在阿拉伯国家的支持下——进入以色列领土”的目标。威尔斯和洛伊写道：“这部小说使用 1950 年代的耶路撒冷作为以色列本身的隐喻，描绘了当时的社区——一个在威胁不断的荒野中的大部分被围困的旷野”。
埃胡德·本·埃泽尔解释说，独立后的以色列小说《我的米海尔》将阿拉伯人描绘成一种生存威胁。他解释说，在汉娜的想象中，从童年玩伴变成致命恐怖分子的阿拉伯双胞胎并不是她受苦的原因，而是一种隐喻。阿莫斯·埃隆还注意到阿拉伯-犹太紧张局势的这种暗流。故事发生在 1950 年代的耶路撒冷是一座被1949 年停战边界划分为犹太人和阿拉伯人的城市。 在汉娜单调的生活之下，生活在“一个分裂的城市，其‘欧洲化’的以色列地区在三个方面被一个永远存在的威胁——致命的敌对阿拉伯土著人——包围”的不安全感。埃隆补充说，奥兹于 1967 年 5 月完成了这部小说的写作，在导致以色列吞并阿拉伯东耶路撒冷的六日战争爆发前几周。埃隆观察到，耶路撒冷的重新统一对统一其阿拉伯和犹太公民没有任何帮助，他说：“一条无形的线继续将这两个部分分开，并且很可能会在很长一段时间内如此”。
1956年的西奈战役也在情节中出现，迈克尔被召去执行任务，而汉娜则独自一人带着他们的孩子待在家里。 以色列文学评论家格申·沙凯德指出，汉娜的精神崩溃发生在以色列为战争做准备之际，“与 （真实的） 西奈战役相对应，该战役被认为是为了缓解多年生活在边缘积累的紧张局势”。
奥兹进一步利用耶路撒冷的建筑景观——石屋、铁栏杆、狭窄的小巷和隐蔽的庭院——来引发绝望的感觉，并“将人们与他人隔绝”。
二元性也出现在整部小说中。达纳·阿米尔指出阿拉伯双胞胎，两个迈克尔的性格对比：“迈克尔·戈南——灰色、内向、顺从、干巴巴，与迈克尔·斯特罗戈夫形成鲜明对比，迈克尔·斯特罗戈夫是内心世界的无敌英雄，双眼充满蓝色金属”，和汉娜本人形成鲜明对比的性格——一个“安静、内向的学生”，而不是“她的梦中情人：一个将羞辱她的陌生人紧紧地握在她施虐受虐的手上的公主”。双重性延伸到场景和对话，在汉娜的内心世界和外在世界之间有明显的界限。

## 发展
《我的米海尔》是阿莫斯·奥兹的第二部小说。当时奥兹是胡尔达基布兹的成员，第一次开始写故事时，他得到了基布兹管理部门的许可，可以每周花一天时间写作，其他时间在田间教学或工作。 但奥兹说他每晚都在写这本小说。当他的妻子和女儿们睡在他们只有一个半房间的公寓里时，他坐在厕所里，把书放在膝盖上，写作和抽烟直到凌晨。 《我的米海尔》出版后，奥兹将版税交给了基布兹，并成功地请求基布兹行政允许他每周有两天的时间写作。
评论家指出，小说的叙述者汉娜反映了奥兹十二岁时自杀的母亲“所有的智慧、浪漫主义和忧郁”。 奥兹却拒绝了这种比较。

## 出版历史
《我的米海尔》于1968年由姆-奥维德以希伯来语出版。它是1968—1969年以色列最畅销的小说，头18个月售出了近四万册。这部小说于1990年和 2008 年由凯特出版社再版，2010年由凯特/叶迪奥特·阿哈罗诺斯再版。
《我的米海尔》已被翻译成30多种语言。 它是已被翻译成阿拉伯语的两个奥兹作品之一。这本书的许多国际出版商在 1988 年印刷了一个特别的20周年纪念版。 

## 评论
这部小说一经出版，就因提及阿拉伯与犹太人的关系而引起很大争议。评论家将这部小说描述为“具有政治危险和颠覆性”。在Al-Akhbar 2010 年的一篇文章中，As'ad AbuKhalil称书中对阿拉伯人的描绘是“最糟糕的种族定性”。阿拉伯人是“沉默的”、“肮脏的”，并且“即将犯下‘大屠杀’，尽管这个词是俄语的，而且它是用来描绘非阿拉伯人在 19 世纪俄罗斯对犹太人的行为”。 另一方面，主角汉娜被指责为“反犹太复国主义者”和“阿拉伯情人”。这部小说确实因解决了“以色列犹太人与他们的阿拉伯邻居之间深刻但经常未被承认的心理联系”而受到赞誉。 奥兹本人在接受采访时说：
我认为以色列-阿拉伯冲突的影响，尽管是间接的，激怒了一些读者，同时也使某些存在但以前没有表达过的态度合法化——无论如何，不是在文学作品中。

《波士顿环球报》在1995年报道说，这部小说于1995年在埃及以阿拉伯语发行后，“几乎所有的评论都是负面的”，但这本书也在第二次印刷。
埃隆指出，这部小说对犹太复国主义者的“一个新的、以成就为导向的社会”的梦想撒了谎，而是在其对现代以色列生活的描绘中传达了“一种黯淡、压抑的悲观主义”。 《卫报》的埃里克·西尔弗对此表示赞同，称这部小说“挑战了支撑以色列社会的开创性的简单性和移民愿望”。 《芝加哥论坛报》同样注意到人们对犹太复国主义理想的放弃，称汉娜的“无情”肖像是“对年轻<i id="mwoA">萨布拉</i>始终充满活力、敬业和勇敢的宝贵观念的刻薄否定”。 
随着 1972 年在英国和美国的翻译出版，海外评论集中在小说的“文学优势，特别是追踪汉娜缓慢心理侵蚀的丰富细节和暗示性意象”。例如， 《卫报》称赞奥兹将“尖锐的抒情”段落与生动的“对世俗现实的描述”相叠加的能力。 
许多评论指出，这部小说缺乏情节：对求爱、婚姻、怀孕、出生和日常生活的直接描述。 但对汉娜的心理性格研究给予了赞扬。《纽约时报》的理查德·洛克将《我的米海尔》描述为“一部极其自觉和严肃的心理小说，缓慢、深思熟虑、自信且高度复杂，充满了最巧妙的语气和纹理调制”。洛克将这部小说的存在主义风格与欧内斯特·海明威、切萨雷·帕维斯、琼·迪迪翁、阿尔伯特·加缪的《陌生人》和西尔维娅·普拉斯的《钟罩》的作品进行了比较。谈到书中的阿拉伯-以色列典故，尤其是汉娜和阿拉伯双胞胎之间的关系，洛克推测：“阿莫斯·奥兹暗示，在她的心里，以色列正在疯狂地梦想着阿拉伯人，而表面上情绪低落的‘新以色列人’正在从事与自我和历史隔绝的国家事务。这本书引起争议并成为以色列的畅销书，这并不奇怪。”
Joshua Leifer称赞奥兹在 1948 年至 1956 年战争期间描绘耶路撒冷城的技巧，但称对汉娜的描述“令人信服”，这与他所说的奥兹在他的小说中将女性描绘为“滥交、自私和不值得信赖”的倾向一致”。辛辛那提询问者同意，称汉娜的角色“不有趣，[但]只是令人厌烦。她被极其温和的色情幻想、公然的童年遗留物和非常陈腐的哲学反思所折磨”。然而，这篇评论称赞奥兹的写作技巧“让她成为了一个令人信服的神经症患者。 …最终的结果是一位非常优秀的作家寻找更好的角色”。

## 荣誉
1999年，《我的米海尔》被德国贝塔斯曼出版社评为“20世纪百部伟大小说之一”。

## 电影改编
这部小说由以色列导演兼编剧丹·沃尔曼改编为 1974 年上映的我的米海尔。这部希伯来语电影被提交为第 48 届奥斯卡金像奖最佳外语片的以色列参赛作品，但最终没有被提名。

## 延伸阅读
- Aschkenasy, Nehama.  (PDF). Prooftexts. January 1988, 8 (1): 121–5  [2022-03-09]. （原始内容 (PDF)存档于2022-03-09）.